# South El Monte
South El Monte város az USA Kalifornia államában, Los Angeles megyében. Lakosainak száma 19 567 fő (2020. április 1.).

## Népesség
A település népességének változása:
| Lakosok száma | 4850 | 20 116 | 19 567 |
|               | 1960 | 2010   | 2020   |